# Wilhelm Nickel
Friedrich Wilhelm Nickel (* 6. Juni 1887 in Berlin; † unbekannt, angeblich 13. April 1940, Ort nicht bekannt) war ein deutscher Polizeibeamter.

## Leben
Nickel wurde am 1. Oktober 1923 zum Kriminalkommissar ernannt. Von 1931 bis 1932 war er im Dezernat 8 (Landesverrat und Spionage) der Abteilung I des Berliner Polizeipräsidiums tätig.
Seit dem Januar 1934 fungierte Nickel im Rang eines Kriminalkommissars als Leiter des Kommissariats 1 („Industrie- und Wirtschaftsspionage sowie Tschechoslowakei, Österreich, Balkan und Pazifisten“) in der Hauptabteilung IV (Abwehrabteilung) des Geheimen Staatspolizeiamtes in Berlin. Er unterstand damit Günther Patschowsky.
Am 9. Juni 1934 wurde Nickel im Zusammenhang mit dem Umbau der Behörde nach der Ernennung von Reinhard Heydrich zu ihrem Chef als Kommissariatsleiter zur Staatspolizeistelle Trier versetzt, wo er die Leitung der Saarabteilung übernahm. 1935 erfolgte seine Abordnung an die Staatspolizeistelle in Saarbrücken. Diese Versetzung stand vermutlich im Zusammenhang mit der im Frühjahr 1935 durchgeführten Abstimmung im Saargebiet über die weitere staatliche Zugehörigkeit desselben, die Nickel von Trier aus mit vorbereitet zu haben scheint. In Saarbrücken übernahm Nickel, der seit 1934 auch der NSDAP angehörte, als Kriminalrat routinemäßig die Vertretung des dortigen Gestapochefs Anton Dunckern.
In einer Auflistung der Daten aus Vernehmungsprotokollen der Mitarbeiter der Gestapo Trier durch die Siegermächte nach Kriegsende wird angegeben: Abteilung III (Spionageabwehr) – "NICKEL, Kriminalkommissar, SS-Hauptsturmführer, Died Spring 1940".
Somit ist er nicht zu verwechseln mit dem Kriminalrat Wilhelm Nickel.